# Carmine Masiello
Carmine Masiello (Casagiove, 28 giugno 1963) è un generale italiano.
Designato dal Consiglio dei ministri come capo di stato maggiore dell'Esercito italiano il 15 febbraio 2024, si è insediato il 27 febbraio successivo.
Dal 2021 al 2024 è stato sottocapo di stato maggiore della difesa. In passato è stato consigliere militare del presidente del Consiglio dei ministri Gentiloni e poi di Renzi, e vicedirettore del Dipartimento delle informazioni per la sicurezza.

## Biografia
Carmine Masiello è nato il 28 giugno 1963 a Casagiove, in provincia di Caserta.

### Formazione
Frequenta il liceo in Belgio durante il periodo di assegnazione del padre a Shape. Ha frequentato il 163º Corso "Lealtà" dell'Accademia militare di Modena uscendone con il grado di sottotenente nel 1983.
Masiello ha poi conseguito tre lauree: una in scienze politiche (conseguita con lode all'Università di Bologna), una in scienze strategiche (conseguita con lode all'Università degli Studi di Torino), e una in Scienze internazionali e diplomatiche (conseguita all'Università degli Studi di Trieste). Ha inoltre un master di perfezionamento in studi europei (Istituto Alcide de Gasperi) e un corso di perfezionamento in geopolitica dei Balcani (Università degli Studi di Cassino e del Lazio Meridionale). Parla, oltre all'italiano, inglese, francese e spagnolo.

### Carriera militare
Venne destinato all'Arma di Artiglieria dell'Esercito Italiano nel settembre del 1983. Dopo due anni alla Scuola di applicazione di Torino (1983-1985), fu nominato prima vicecomandante, poi comandante di batteria del 185º Reggimento artiglieria paracadutisti Folgore. Successivamente prese parte all'operazione Airone in Kurdistan e all'UNITAF in Somalia.
Dal 1993 al 1995 ha svolto presso il Joint Defence College francese il 120º corso dello stato maggiore e il corso avanzato, partecipando quindi, nel 1996, all'Implementation Force in Bosnia ed Erzegovina. Dal 1997 al 1998 ha quindi frequentato al Joint Defence College italiano il 120º corso avanzato dello stato maggiore e il 4º corso avanzato del personale di comando, per poi servire nello Stato maggiore dell'Esercito.
Dal 2001 al 2007, sempre presso lo stato maggiore, svolse le funzioni di vice assistente militare del capo di stato maggiore dell'Esercito italiano. Nel 2008, prima di comandare il 185º Reggimento paracadutisti ricognizione acquisizione obiettivi "Folgore" fino al 2009, ha servito nello stato maggiore dell'operazione UNIFIL in Libano.
Dal settembre 2010 (poco dopo essere stato promosso generale di brigata) ha tenuto il comando della Brigata paracadutisti "Folgore" fino al marzo 2011. È stato quindi comandante del Regional Command West in Afghanistan dall'aprile al settembre 2011. In quest'ultimo ruolo, nello stesso settembre del 2011 il generale si è rivolto al capo di stato maggiore della difesa Biagio Abrate criticando l'operato degli agenti dell'AISE in Afghanistan. Da dicembre 2011 a febbraio 2015 è stato Capo Ufficio Generale del Capo di Stato Maggiore dell'Esercito. Da febbraio 2015 ad aprile 2016 è stato Capo Ufficio Generale del Capo di Stato Maggiore della Difesa.
Nominato generale di divisione, da aprile 2016 a gennaio 2018 è stato Consigliere Militare dei Presidenti del Consiglio dei ministri Matteo Renzi prima e Paolo Gentiloni poi.
Nel gennaio 2018 è stato nominato vice direttore generale del Dipartimento delle informazioni per la sicurezza. Il 1 gennaio 2019 è promosso generale di corpo d'armata.
Il 17 maggio 2021 è nominato dal Consiglio dei ministri sottocapo di stato maggiore della difesa.
Il 15 febbraio 2024, su proposta del ministro della difesa Guido Crosetto, è designato dal Consiglio dei ministri capo di stato maggiore dell'Esercito Italiano, per succedere al gen. Pietro Serino il 27 febbraio successivo.